# Élections de 2021 aux États-Unis
Les élections de 2021 aux États-Unis ont principalement lieu le mardi 2 novembre 2021. Sont ainsi pourvus les sièges de 3 législatures et 3 postes de gouverneurs d'État, et de nombreux autres postes au niveau des États, des comtés ou des villes. Plusieurs sont organisés simultanément au niveau des États et territoires.

## Élections infranationales
Des élections régulières ont lieu dans 3 des 99 chambres législatives des États, tandis que 3 États organisent des élections pour le poste de gouverneur. En novembre, plusieurs référendums au niveau des États et territoires ainsi que diverses autres élections exécutives et judiciaires d'État ont également lieu. Divers référendums locaux, élections locales ou tribales, dont de nombreux postes de maires, ont également lieu le même jour,,.

### Gouvernorales
| État       | Élections    | Gouverneur sortant | Gouverneur sortant | Gouverneur sortant | Gouverneur élu | Gouverneur élu | Gouverneur élu    |
| État       | Élections    | Nom                | Nom                | Parti              | Nom            | Nom            | Parti             |
| ---------- | ------------ | ------------------ | ------------------ | ------------------ | -------------- | -------------- | ----------------- |
| Californie | Gouvernorale |                    | Gavin Newsom       | Parti démocrate    |                | Gavin Newsom   | Parti démocrate   |
| New Jersey | Gouvernorale |                    | Phil Murphy        | Parti démocrate    |                | Phil Murphy    | Parti démocrate   |
| Virginie   | Gouvernorale |                    | Ralph Northam      | Parti démocrate    |                | Glenn Youngkin | Parti républicain |

### Parlementaires
| État       | Élections    | Majorité sortante | Majorité sortante | Majorité élue | Majorité élue     |
| ---------- | ------------ | ----------------- | ----------------- | ------------- | ----------------- |
| New Jersey | Législatives |                   | Parti démocrate   |               | Parti démocrate   |
| New Jersey | Sénatoriales |                   | Parti démocrate   |               | Parti démocrate   |
| Virginie   | Législatives |                   | Parti démocrate   |               | Parti républicain |

### Référendums
| État         | Date             | Page                                          |
| ------------ | ---------------- | --------------------------------------------- |
| Rhode Island | 2 mars 2021      | Référendums de 2021 à Rhode Island            |
| Pennsylvanie | 18 mai 2021      | Référendums de 2021 en Pennsylvanie           |
| Colorado     | 2 novembre 2021  | Référendums de 2021 au Colorado               |
| Maine        | 2 novembre 2021  | Référendums de 2021 dans le Maine             |
| New Jersey   | 2 novembre 2021  | Référendums de 2021 au New Jersey             |
| New York     | 2 novembre 2021  | Référendums de 2021 dans l'État de New York   |
| Texas        | 2 novembre 2021  | Référendums de 2021 au Texas                  |
| Washington   | 2 novembre 2021  | Référendums de 2021 dans l'État de Washington |
| Louisiane    | 13 novembre 2021 | Référendums de 2021 en Louisiane              |